# Kędzierzyn-Koźle
Kędzierzyn-Koźle là một thị trấn thuộc huyện Kędzierzyńsko-kozielski, tỉnh Opolskie ở nam Ba Lan. Thị trấn có diện tích 124 km². Đến ngày 1 tháng 1 năm 2011, dân số của thị trấn là 64322 người và mật độ 520 người/km².